# Cantonul Picquigny
Cantonul Picquigny este un canton din arondismentul Amiens, departamentul Somme, regiunea Picardia, Franța.

## Comune
| Comune                 | Populație (1999) | Cod poștal | Cod INSEE |
| ---------------------- | ---------------- | ---------- | --------- |
| Ailly-sur-Somme        | 3 322            | 80470      | 80011     |
| Belloy-sur-Somme       | 788              | 80310      | 80082     |
| Bettencourt-Saint-Ouen | 410              | 80610      | 80100     |
| Bouchon                | 140              | 80830      | 80117     |
| Bourdon                | 373              | 80310      | 80123     |
| Breilly                | 462              | 80470      | 80137     |
| Cavillon               | 94               | 80310      | 80180     |
| La Chaussée-Tirancourt | 687              | 80310      | 80187     |
| Condé-Folie            | 816              | 80890      | 80205     |
| Crouy-Saint-Pierre     | 303              | 80310      | 80229     |
| L'Étoile               | 1 305            | 80830      | 80296     |
| Ferrières              | 426              | 80470      | 80305     |
| Flixecourt             | 2 978            | 80420      | 80318     |
| Fourdrinoy             | 326              | 80310      | 80341     |
| Hangest-sur-Somme      | 695              | 80310      | 80416     |
| Le Mesge               | 150              | 80310      | 80535     |
| Picquigny              | 1 386            | 80310      | 80622     |
| Soues                  | 127              | 80310      | 80738     |
| Vignacourt             | 2 183            | 80650      | 80793     |
| Ville-le-Marclet       | 511              | 80420      | 80795     |
| Yzeux                  | 220              | 80310      | 80835     |